# Корпоративне управління
Корпорати́вне управлі́ння (англ. corporate governance) — внутрішні системи, структури та процедури, що використовуються для управління та контролю корпорації
Корпоративне управління (англ. corporate governance) — система взаємодії між акціонерами і керівництвом компанії (акціонерного товариства, корпорації), включаючи її раду директорів, а також з іншими зацікавленими особами, з допомогою якої реалізуються права акціонерів; комплекс механізмів, що дозволяють акціонерам (інвесторам) контролювати діяльність керівників компанії і вирішувати виникаючі проблеми з іншими групами впливу.
Корпоративне управління є формою організації діяльності корпорації через впорядкований вплив суб'єктів такого управління на мікроекономічні процеси, їх взаємодія між собою, що забезпечує оптимальне соціоекономічне існування корпорації в макроекономічному середовище.
Корпоративне управління не має безпосереднього відношення до оперативного (англ. operational management) і тактичного управління компанією, але останнім часом включається в стратегічне управління. Предметом корпоративного управління є контроль за здійсненням корпоративних дій.
Необхідність корпоративного управління обумовлена тим, що бізнес як власність належить принципалам (власникам, інвесторам), а права керування цим майном делеговані агентам — раді директорів і менеджменту, що породжує асиметрію інформації та пов'язані з нею агентські витрати, що виражаються в діях менеджменту, не спрямованих на задоволення інтересів власників.
Поряд з такими поняттями, як гудвіл, можна виділити вплив якості корпоративного управління на вартість організації, яке можна враховувати у вигляді премії власникам акцій, використовуваної при обчисленні ставки дисконтування в порівнянні з іншими інструментами, наприклад облігаціями. Значення цієї премії зазвичай коливається від 0% до 30%. Ця премія відображає ризики власника акцій, пов'язані, насамперед, з ризиком виведення чистого прибутку та активів з компанії. Чим вище дана премія, тим, за інших рівних умов, гірше якість корпоративного управління, яке даної премією компенсується.
Для оцінки застосовується рейтингування, коли ставку дисконтування вартості бізнесу для компаній з найвищим рейтингом беруть за базу.
Для науки менеджменту до суб’єктів корпоративного управління входить широко коло учасників економічної діяльності корпорації, які входять до інституціонального рівня, управлінського, а також технічного рівня менеджменту. 
В свою чергу, з позиції права – управління є процесом реалізації влади як засобу функціонування будь-якої соціальної спільноти. Отже фенемон корпоративного управління юридичною наукою і наукою менеджменту має різне розуміння.
В силу наведеного корпоративне управління можливо розглядати в широкому і вузькому сенсі. 
В широкому сенсі корпоративне управління - це процесом прийняття організаційно-розпорядчих рішень відносно діяльності об’єкту управління. В наведеному сенсі, корпоративне управління є сферою менеджменту з домінуючи людським фактором формування відносин всередині групи. Тобто цей процес окрім власно корпоративного управління (corporative governance) включає в себе також корпоративний менеджмент (corporative management).
Вузьке розуміння терміна «корпоративне управління» обмежується розумінням категорії юридичної особи.